# Аргайл
Арга́йл (гэльск. Airthir-Ghaidheal («восточно-гэльский»); англ. Argyll) — историческая область на западе Шотландии, в горах на побережье залива Ферт-оф-Лорн. Зачастую в состав Аргайла включают исторические территории Кинтайр, Напдейл, Ковал и Лорн, иногда также Арднамурхан и Морверн. В настоящее время все эти земли входят в состав области Аргайл и Бьют.
Важнейшие города Аргайла: Инверари, бывшая резиденция графов Аргайла, и Кэмпбеллтаун. Рельеф представляет собой юго-западные отроги Шотландского нагорья. Побережье Аргайла чрезвычайно изрезанно, вдоль береговой линии тянется цепочка небольших островов.
Территория Аргайла стала одной из первых колонизованных ирландскими переселенцами в Шотландию — скоттами, которые создали здесь гэльское королевство Дал Риада. В 843 году государства скоттов и пиктов объединились в королевство Шотландию. Перемещение центров государственности на восточное побережье надолго оттеснило Аргайл от основной линии развития шотландского королевства. С IX века побережье области сильно страдало от набегов норвежских викингов. В 1140 году на территории Аргайла было создано независимое гэльско-норвежское Королевство Островов во главе с Сомерледом, однако после его смерти начались беспрерывные войны между потомками Сомерледа, чем воспользовались короли Шотландии, установив в 1249 году контроль над Аргайлом.

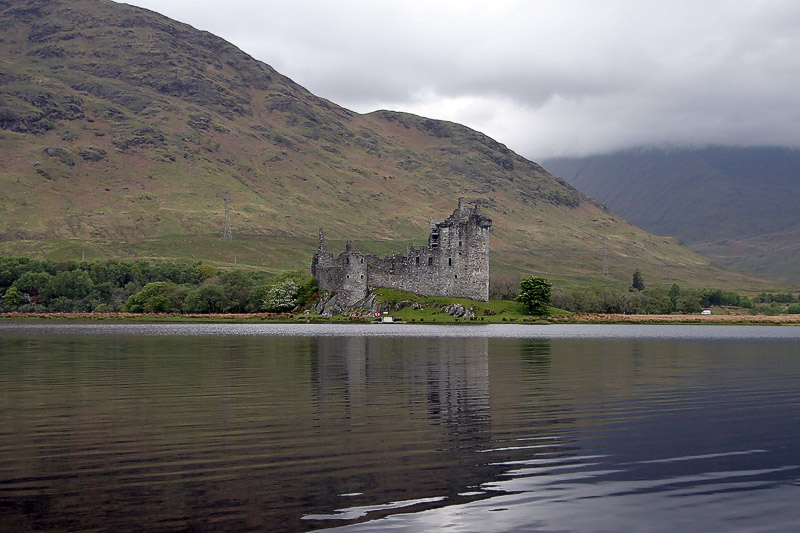
Замок Килхурн в Аргайле

В дальнейшем власть над Аргайлом оспаривали родственные кланы Макдональдов и Макдугаллов (с одной стороны) и кланом Кэмпбеллов (с другой). Победа осталась за последним, ориентировавшимся на центральную власть и в 1309 году получившим титул лордов (с 1457 года — графов) Аргайла. Кэмпбеллы играли основную роль в длительной борьбе королей Шотландии за подчинение гэльских кланов западных регионов страны (см. графы Аргайл). В 1641 году Арчибальд Кэмпбелл, 8-й граф Аргайл, получил от короля Карла I титул маркиза Аргайла, что не помешало ему возглавить антикоролевскую партию во время революции в Англии и Шотландии. С 1701 года глава рода Кэмпбеллов носит титул герцога Аргайла.
На территории собственно Аргайла исторически располагались земли шотландских кланов Макдугалов, Кэмпбеллов, Макгрегоров и Камеронов.